# Stanthorne
Stanthorne är en by i civil parish Stanthorne and Wimboldsley, i distriktet Cheshire West and Chester, i Storbritannien. Det ligger i grevskapet Cheshire och riksdelen England, i den södra delen av landet, 240 km nordväst om huvudstaden London. Stanthorne var en civil parish 1866–2015 när blev den en del av Stanthorne and Wimboldsley. Civil parish hade 153 invånare år 2011.